# Мариинскит
Мариинскит (англ. Mariinskite) — новый минерал (IMA 2011—057), сложный оксид бериллия и хрома из группы хризоберилла BeCr2O4.
Открыт в 2011 году сотрудниками Института геологии и геохимии Уральского отделения РАН и Минералогического музея РАН. Микрозёрна мариинскита, размерами не более 200 микрон, обнаружены в составе хромита, добытого в Мариинском (Малышевском) месторождении изумрудов в Свердловской области.
Предположительно, обладает высоким показателем преломления.